# Cremnoptoides furcatus
Cremnoptoides furcatus är en stekelart som beskrevs av Van Achterberg och Chen 2004. Cremnoptoides furcatus ingår i släktet Cremnoptoides och familjen bracksteklar. Inga underarter finns listade i Catalogue of Life.